# Synphoxus novaezealandicus
Synphoxus novaezealandicus is een vlokreeftensoort uit de familie van de Phoxocephalidae. De wetenschappelijke naam van de soort is voor het eerst geldig gepubliceerd in 1980 door Gurjanova.